# Монталдо Скарампи
Монталдо Скарампи (итал. Montaldo Scarampi) је насеље у Италији у округу Асти, региону Пијемонт.
Према процени из 2011. у насељу је живело 323 становника. Насеље се налази на надморској висини од 271 м.

## Становништво
Према резултатима пописа становништва 2011. у општини је живело 788 становника.
| 1936. | 1951. | 1961. | 1971. | 1981. | 1991. | 2001. | 2011. |
| ----- | ----- | ----- | ----- | ----- | ----- | ----- | ----- |
| 1.483 | 1.270 | 1.017 | 781   | 689   | 605   | 688   | 788   |